# Museumszentrum Burg Linn
Das Museumszentrum Burg Linn im Krefelder Stadtteil Linn umfasst die Burg Linn, das Jagdschlösschen in der Vorburg, das Archäologische Museum (früher Niederrheinische Landschaftsmuseum) und als Außenstelle die Geismühle.

## Burg Linn

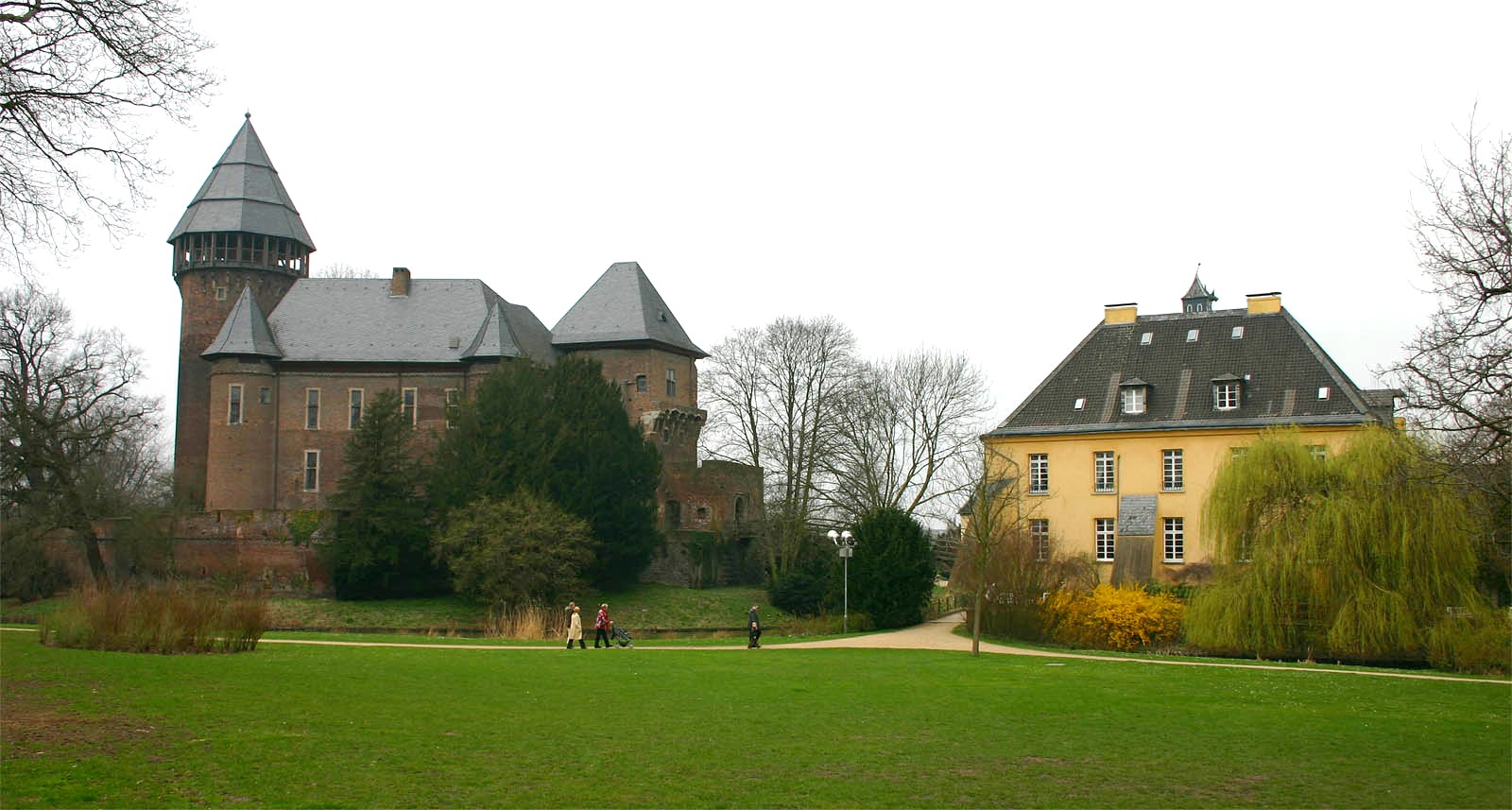
Burg Linn mit benachbartem Jagdschlösschen (2005)

Die Burg Linn ist eine polygonale Rundburg, deren Entstehung bis ins 12. Jahrhundert zurückreicht. 1704 wurde die Burg während des Spanischen Erbfolgekrieges komplett zerstört. Erst 1926 wurde mit der Renovierung begonnen. Die Burg wurde zum Landesmuseum ausgebaut. In den 1980er Jahren wurde die Burg mit einem historisch unpassenden Dach neu eingedeckt. Das Dach des Bergfrieds wurde erhöht angebracht. Dieser dient seither als Aussichtsturm mit einer guten Rundumsicht über Linn und den Burgpark.
Heute werden hier Ausstellungen zur Entstehung der Burg und das damalige Leben auf dieser gezeigt. Aber auch kulturelle Veranstaltungen und Hochzeiten finden hier statt.
2004/2005 wurde der Park von Burg Linn als herausragendes Beispiel in die Straße der Gartenkunst zwischen Rhein und Maas aufgenommen.

## Kurfürstliches Jagdschloss

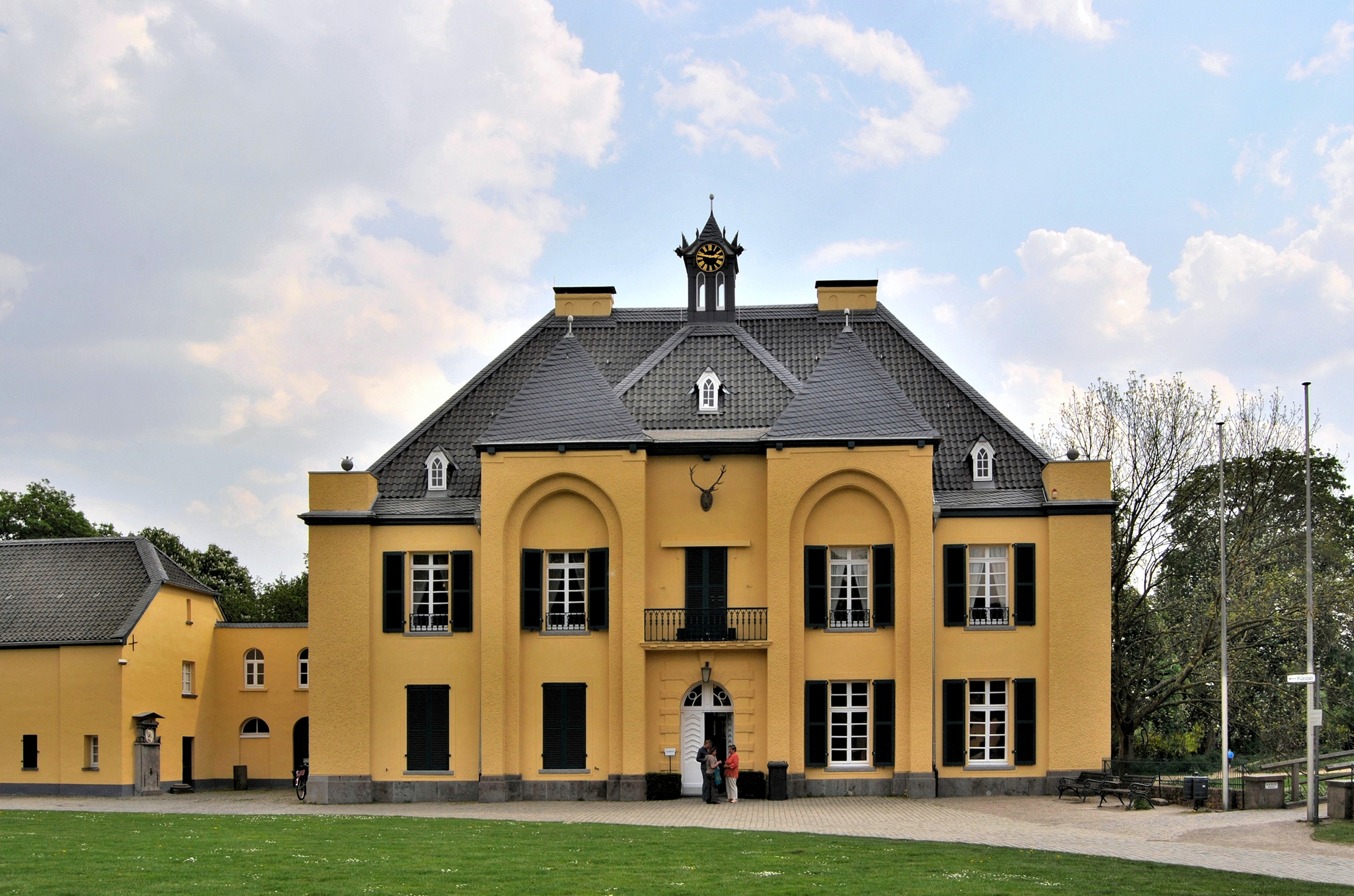
Das barocke Jagdschlösschen (2011)

Das Jagdschloss aus dem Barock ist in der Vorburg der Burg Linn gelegen. Erbaut wurde es im 18. Jahrhundert für Kurfürst Clemens August von Bayern. 1930 wurde das Jagdschlösschen dem Landesmuseum Burg Linn angeschlossen. In ihm befinden sich heute einige eingerichtete Krefelder Bürgerzimmern des 18. und 19. Jahrhunderts, darunter das Marianne-Rhodius-Zimmer, welches seiner letzten berühmten Bewohnerin gewidmet ist. Auch das Von-der-Leyen-Zimmer, das De-Greiff-Zimmer und das Von-Beckerath-Zimmer erinnern an berühmte Krefelder Familien. Ein weiterer Raum ist der Schlacht bei Krefeld gewidmet. Eine komplett eingerichtete niederrheinische Bauernküche rundet das museale Angebot ab.
Etwas Besonderes ist die Sammlung mechanischer historischer Musikinstrumente, welche immer sonntags vorgeführt werden. Neben Flötenuhren, Spieldosen, Drehorgeln und automatischen Klavieren gibt es als auch das Ballsaalorchestrion „Clarabella“. Weiteres Schmuckstück ist ein mechanisches Glockenspiel mit Glocken aus Meißener Porzellan an der Vorderseite des Schlosses, welches täglich um 11 Uhr Melodien aus Vivaldis Vier Jahreszeiten und um 16:00 Uhr sowie sonntags zusätzlich um 14:00 Uhr die Wanderschaft von Wilhelm Müller spielt.

## Archäologisches Museum
Das „Archäologische Museum“ (früher „Niederrheinisches Landschaftsmuseum“) umfasst archäologische, landeskundliche und volkskundliche Sammlungen sowie eine Sonderausstellungshalle.

### Museumshistorie
Nach Beginn des Westfeldzugs begannen die Westalliierten Luftangriffe auf Städte im Deutschen Reich. Adolf Hitler befahl am 10. Oktober 1940 („Führer-Sofortprogramm“) die Errichtung zahlreicher Bunker in 60 Städten; 30 Bunker davon in Krefeld. Während des Zweiten Weltkrieges wurde ein Gebäude 1940 zunächst als standardisierter Hochbunker (Luftschutzbunker) an der Rheinbabenstraße geplant, war aber bereits bei der Planung für eine spätere Verwendung als Museum vorgesehen. Zusammen mit dem Architekten Dahmen ließ der damalige Kurator Albert Steeger den Grundriss entsprechend abändern, um den nachträglichen Einbau von Fenstern und breiteren Treppenaufgängen vorzusehen. Ab 1952 diente der inzwischen umgebaute Bunker als „Heimathaus des Niederrheins“, wurde inzwischen erweitert und zeigt Ausstellungen und Archäologische Funde aus der Burg Linn, dem Gräberfeld Gellep/Gelduba und der Umgebung von Krefeld.

### Ausstellungen

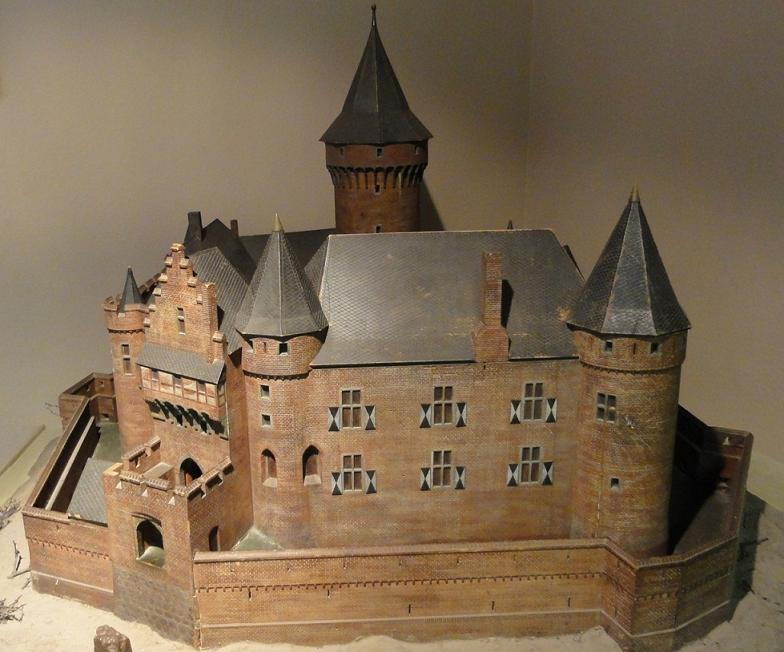
Burg Linn im 16. Jh. – aus der Modellsammlung

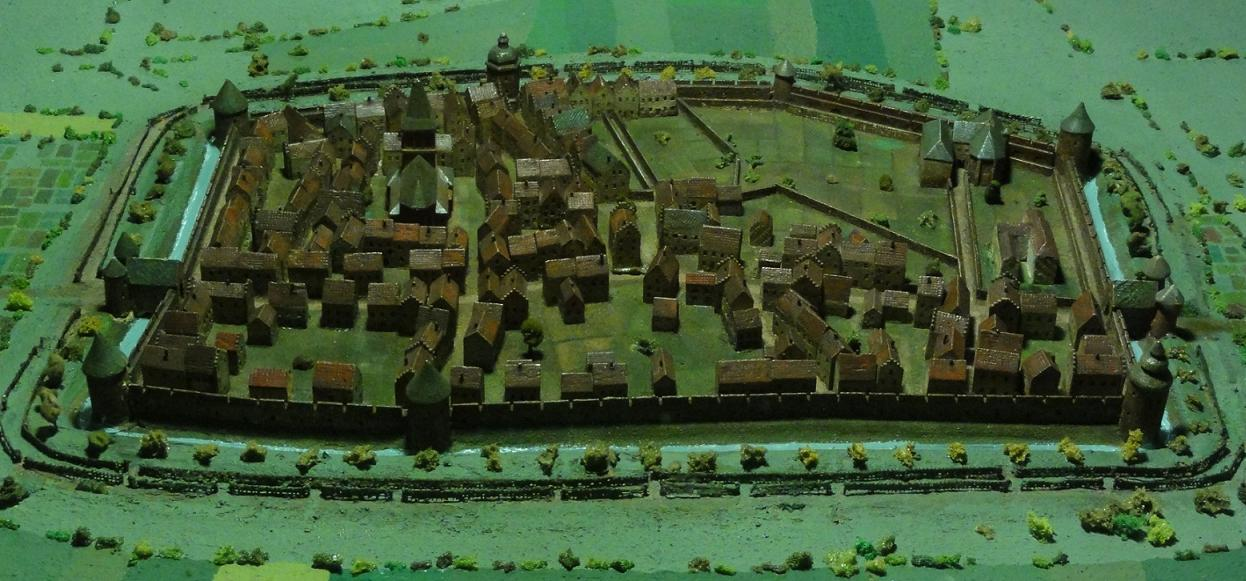
Stadt Krefeld im 16. Jh. – aus der Modellsammlung

Neben dem 1986 bis 1998 angebauten Foyer befindet sich eine moderne Halle für Sonderausstellungen. Im Erdgeschoss wird der erste Teil der archäologischen Sammlungen gezeigt.
Besondere Schwerpunkte bilden die Darstellung der Schlacht bei Gelduba im Jahre 69 n. Chr. sowie das große Landschaftsmodell des römischen Kastellortes Gelduba (um 200) mit archäologischen Funden aus dem römischen und fränkischen Gräberfeld in Gellep.
Weiterhin gibt es Ausstellungsstücke zur Geschichte der Umgebung sowie einen bereits 1972 bei Baggerarbeiten am Rheinhafen geborgenen karolingischen Rheinkahn aus dem 9. Jahrhundert, welcher nach einem über 30 Jahre dauernden Bad aus Polyethylenglykol nun in einer eigens errichteten Halle ausgestellt ist.
Im ersten Obergeschoss sind vor allem Funde aus den über 6000 in Krefeld-Gellep aufgefundenen römischen und frühmittelalterlichen Gräbern zu sehen.
Hervorzuheben sind die bedeutende Glassammlung und das 1962 von Renate Pirling aufgedeckte Grab eines fränkischen Fürsten, das zu den wenigen frühmittelalterlichen Adelsgräbern im Rheinland zählt, die noch vollständig erhalten waren und nicht schon in früherer Zeit ausgeraubt wurden. Es handelt sich um das berühmte Fürstengrab mit der Nummer 1782, siehe Hauptartikel Arpvar. Dieses Grab gilt seit seiner Entdeckung im Jahre 1962 als „Gründergrab“ einer Gruppe von fünf weiteren, in Größe und Anlage herausragenden Gruften (die allerdings von Grabräubern weitgehend ausgebeutet waren).
Zu den ausgestellten spektakulären Fundstücken des Fürstengrabes von Krefeld-Gellep gehört unter anderem ein goldener byzantinischer Spangenhelm.
Weiter zu sehen sind mittelalterliche Funde aus dem Krefelder Stadtgebiet sowie das Grab des ersten bekannten Linner Burgherren, des Ritters Otto von Linn (circa 1170 bis 1220), dessen Gebeine in einem gesonderten Ausstellungsraum aufbewahrt werden.
Im zweiten Obergeschoss befindet sich eine große Modellsammlung zur niederrheinischen Städtelandschaft zum Ausgang des Mittelalters.
Die Modelle wurden vor dem letzten Krieg für die überregional bedeutende Sonderausstellung „Burg und Stadt am Niederrhein“ angefertigt. :Zu sehen ist ferner ein Raum zur Geschichte von Linn, die alte Bibliothek des Museums und eine Sonderausstellung zum mittelalterlichen und frühneuzeitlichen Glas (Leihgaben aus der Sammlung Karl Amendt).
Im dritten Obergeschoss gibt es eine Ausstellung mit speziellen Themenbereichen:
Der Bereich „Niederrheinische Keramik“ zeigt Objekte (aus der Zeit von 1680 bis 1850) die oftmals als Hochzeitsgeschenke angefertigt wurden, reich dekoriert und mit vielen, oft scherzhaft gemeinten Sprüchen versehen sind.
Ferner werden andere volkskundlich interessante Materialien gezeigt, darunter Bauernhausmodelle, eine Schusterwerkstatt und in einer besonderen Abteilung jeweils wechselnde Module zur neueren Krefelder Stadtgeschichte, mit einer Ausstellungseinheit zum Wachstum der Stadt Krefeld in den letzten 150 Jahren sowie eine Ausstellung zu Krefelder Etikettenwebereien.

Weitere Exponate des Archäologischen Museums
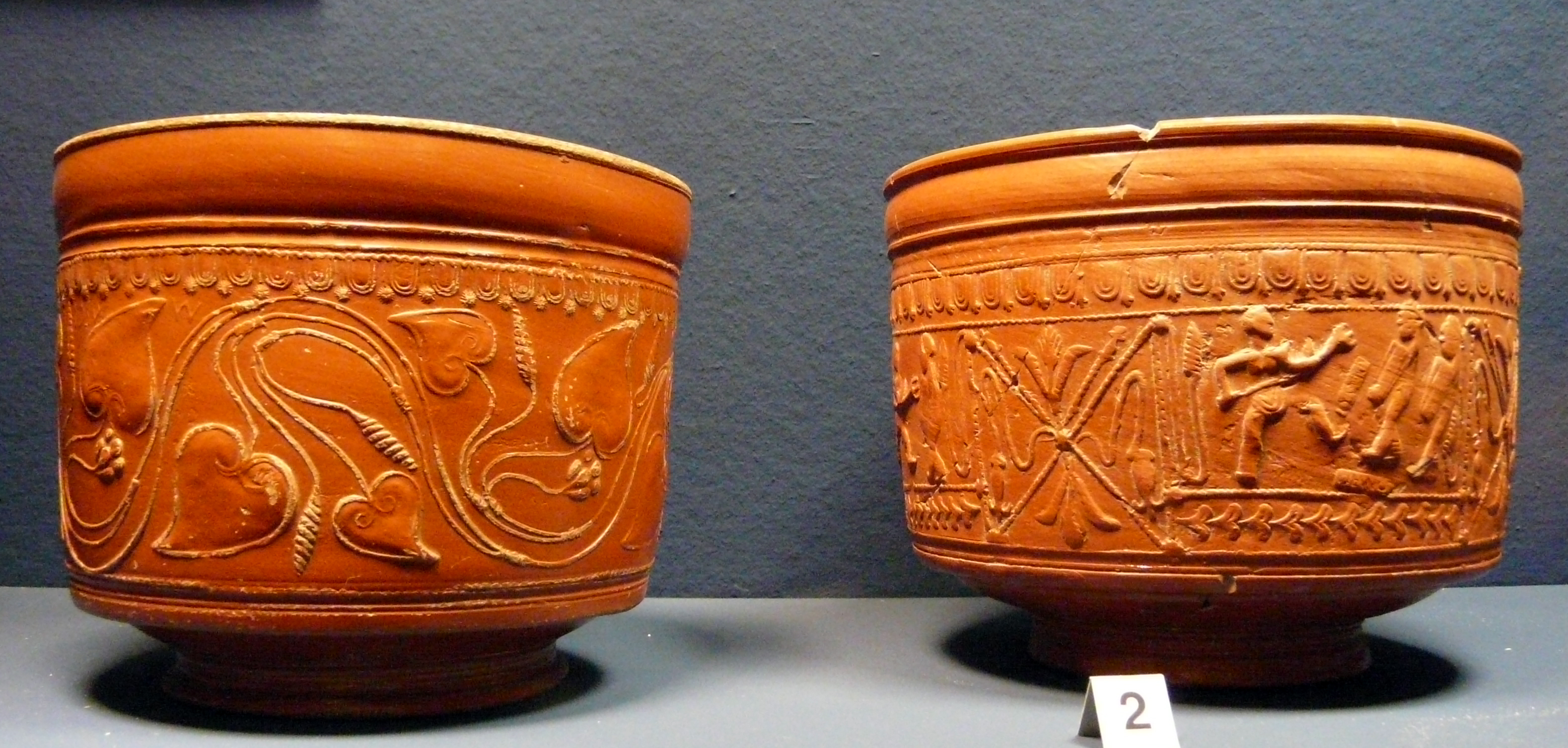
Südgallische Terra Sigillata (Anfang 1. Jh.)
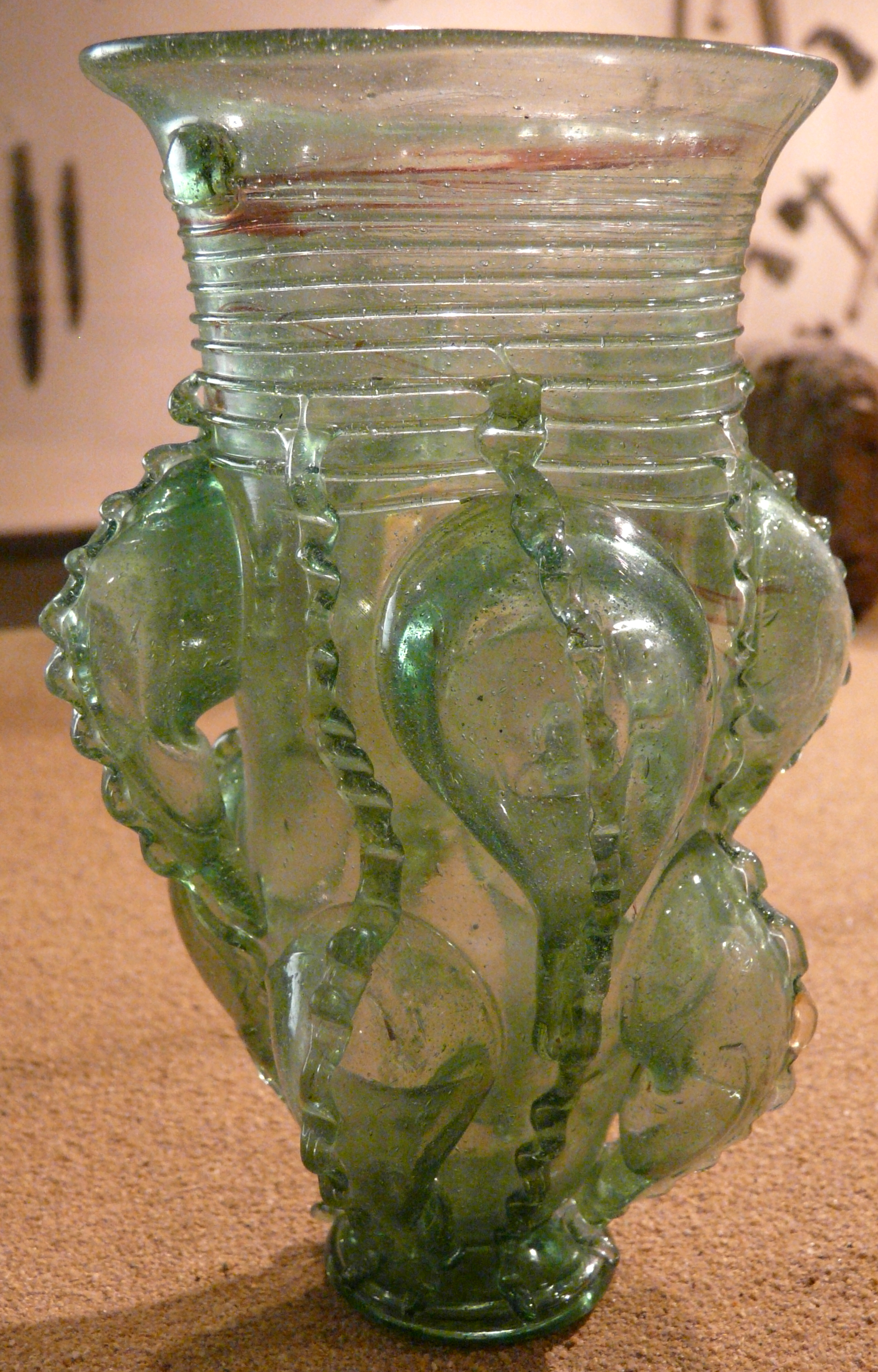
Fränkischer Rüsselbecher (6. Jh.)
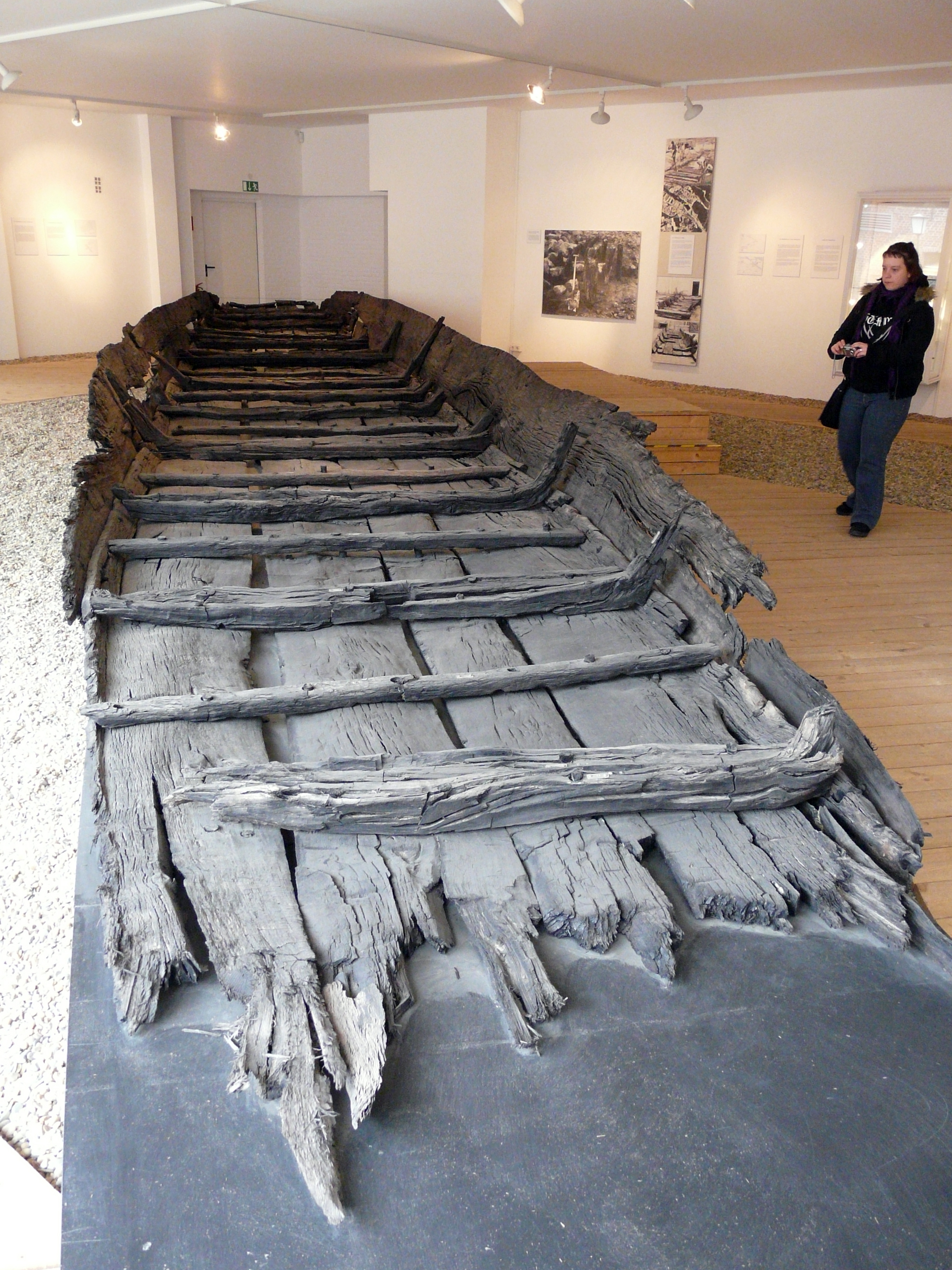
Fränkischer Rheinkahn (Anfang 9. Jh.)
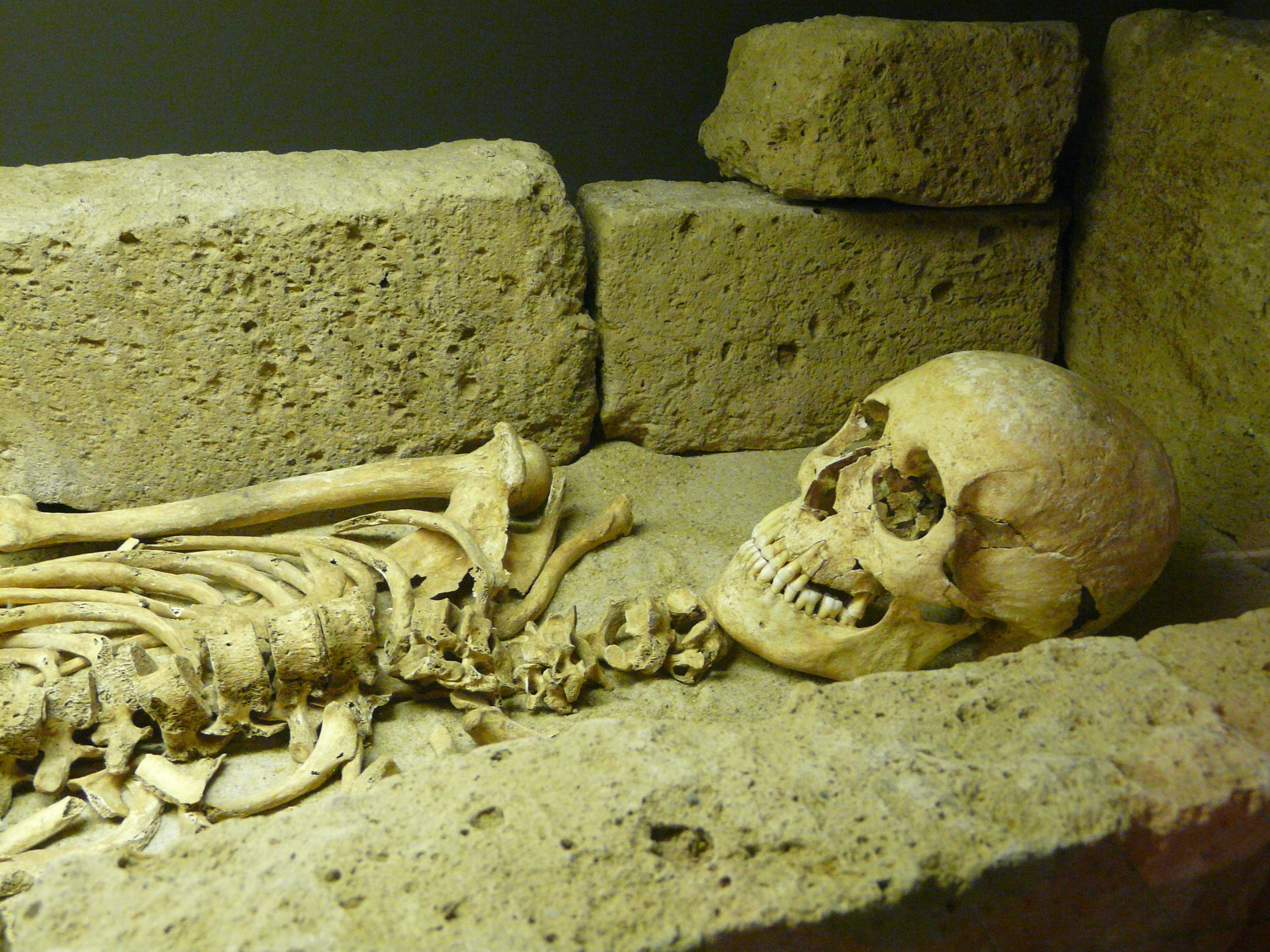
Gebeine des Otto von Linn (12.–13. Jh.)
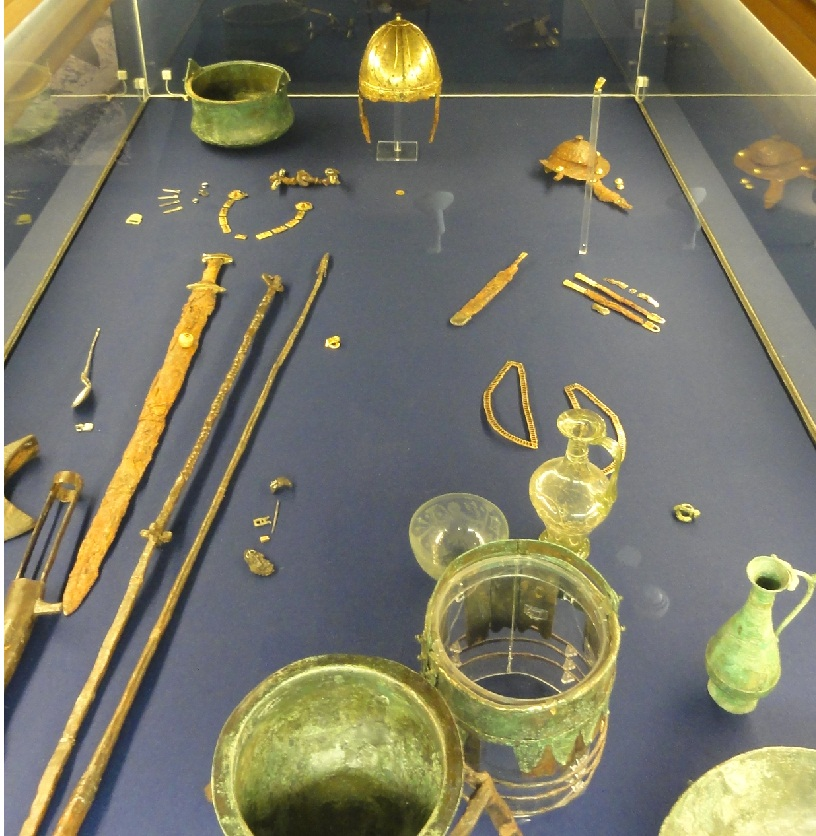
Inhalt Fränkisches Fürstengrab
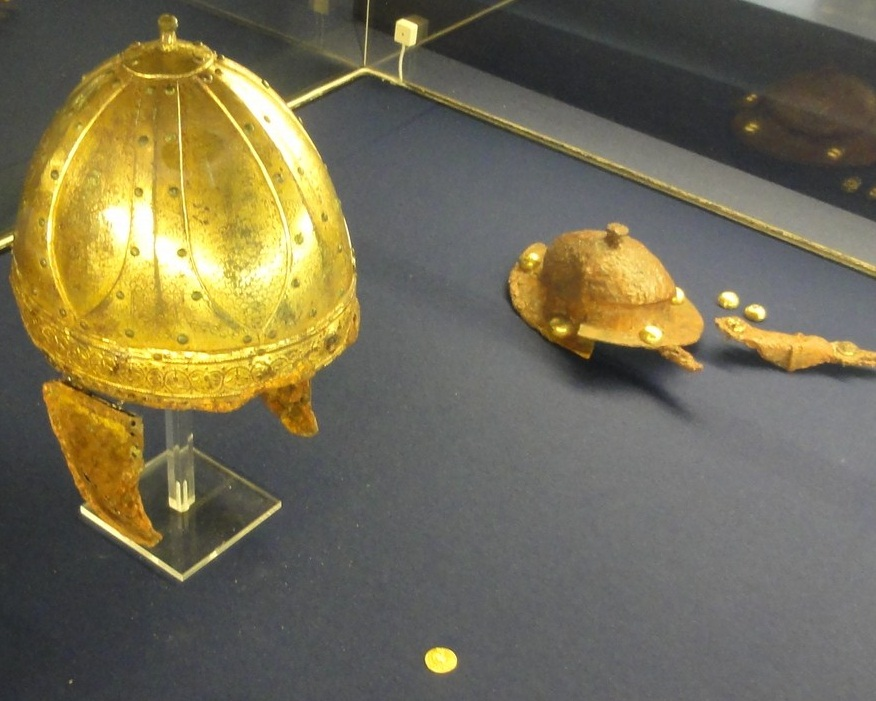
Goldhelm Fürstengrab
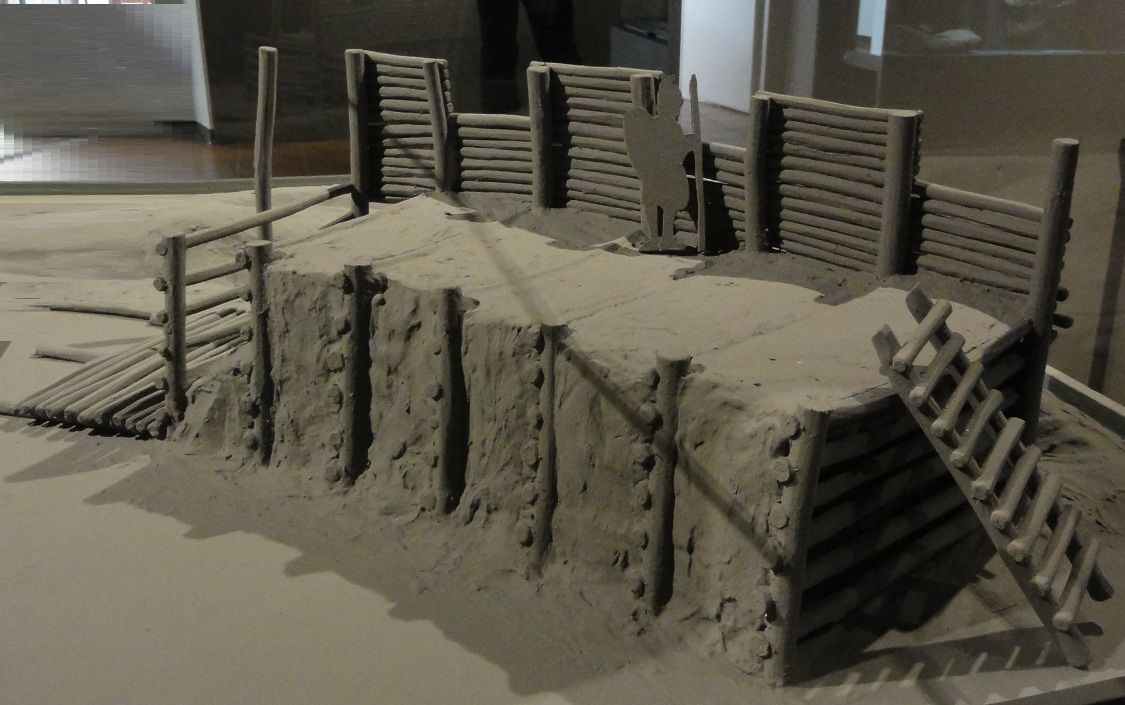
Detail Wallanlage Hülser Berg – Eisenzeit

## Geismühle
Die etwa 2,5 km südwestlich der Burg Linn gelegene Geismühle ist ein ehemaliger Wachturm der Burg, der nachträglich zu einer Windmühle umgebaut wurde. Die Mühle wurde 2006/2007 restauriert, ist voll funktionstüchtig und kann von Mai bis Oktober an jedem 1. und 3. Sonntag im Monat besichtigt werden.